# NGC 1246
NGC 1246 ist eine elliptische Galaxie vom Hubble-Typ E5 im Sternbild Horologium am Südsternhimmel. Sie ist schätzungsweise 245 Millionen Lichtjahre von der Milchstraße entfernt.
Das Objekt wurde am 2. November 1834 von John Herschel entdeckt.